# 수직항력

F_{N}은 수직항력을 의미한다.

역학에서 수직항력 FN은 표면에서 물체에 수직으로 작용하는 접촉힘이다. 바닥이나 벽의 표면은 이 수직항력으로 물체가 떨어지는 것을 막는다. 예를 들어, 땅에 서있는 사람의 지면반력은 수직항력에 의해 상쇄되어 서있을 수 있게 된다. 다른 예로는, 어느 속도를 가진 물체가 벽에 충돌할 때 벽이 버텨내었다는 것은, 수직항력이 물체를 감속하게 만들었다는 것으로 볼 수 있다.

## 수학적 표현

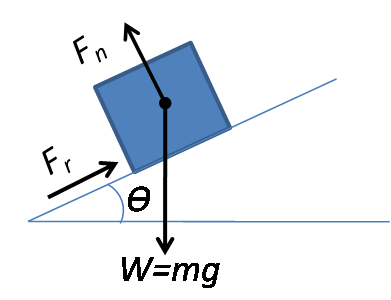
무게(w), 마찰력(F_{r}), 수직항력(F_{n})이 상자에 작용한다. 무게는 질량(m)에 중력가속도 (g)를 곱한 값이다.

간단한 경우로는 책상위에 물체가 놓여진 경우를 생각해 볼 수 있다. 이 경우에 수직항력은 중력과 크기는 같지만 방향은 반대이다.
{\displaystyle N=mg}
에서 m은 질량, g는 중력가속도이다. 여기서 수직항력은 물체가 가라앉는것을 방지하기 위해 책상에서 물체로 가해지는 힘을 나타내며, 이를 위해서 책상은 충분히 튼튼해야 한다.
물체가 기울어진 경사면에 놓여있는 경우에도 물체가 서있는 표면에 수직한 방향으로 수직항력을 받으며, 마찬가지로 힘의 크기는 물체가 가라앉지 않을 정도로 충분해야 하며 물체는 튼튼해야 한다. 힘의 크기는 다음과 같이 계산될 수 있다.
{\displaystyle N=mg\cos(\theta )}
N은 수직항력, m은 물체의 질량, g는 중력가속도, θ는 경사면이 수평면과 이루는 각도, 즉 기울어진 각도를 의미한다.

### 벡터를 사용한 연산
보통 수직항력N의 크기는 표면 상호 작용력의 알짜힘인 T의 n방향으로 수직한 방향으로 나타내어 지므로 수직항력의 벡터는 표면 상호 작용력에 수직한 방향에서 찾을 수 있다. 표면 상호 작용력은 단위법선과 변형력의 내적과 동일하며 다음과 같다:
{\displaystyle \mathbf {N} =\mathbf {n} \,N=\mathbf {n} \,(\mathbf {T} \cdot \mathbf {n} )=\mathbf {n} \,(\mathbf {n} \cdot \mathbf {\tau } \cdot \mathbf {n} ).}
수지표 기호법으로 나타내면
{\displaystyle \ N_{i}=n_{i}N=n_{i}T_{j}n_{j}=n_{i}n_{k}\tau _{jk}n_{j}.}
접촉력의 평형 절단 성분은 마찰력({\displaystyle F_{f}r\ })으로 알려져 있다.
다음과 같이 경사면에서 물체에 대한 정지마찰계수를 계산할 수 있다:
{\displaystyle \mu _{s}=\tan(\theta )}
{\displaystyle \theta }는 물체가 미끄러지는 지점에서 수평면과 경사면이 이루는 각도를 의미한다.

## 실생활에서의 쓰임
엘리베이터가 정지해 있거나 일정한 속도를 가지고 있는 경우, 그 안에 서있는 사람에게 작용되는 수직항력은 사람의 무게와 균형을 맞춘다. 엘리베이터가 위 방향으로 가속되는 경우, 사람이 받는 수직항력의 힘은 그냥 바닥에서의 사람의 무게보다 커지므로 사람은 무게가 무거워진 것으로 인지한다. 반대로 엘리베이터가 아래 방향으로 가속되는 경우, 사람이 받는 수직항력은 그냥 바닥에서의 사람의 무게보다 작아지므로 사람은 무게가 가벼워진 것으로 인지한다. 사람이 엘리베이터에 타서 체중계위에 서있을 경우 체중계는 탑승자의 발에 가해지는 수직항력의 크기를 측정하는데, 엘리베이터가 위나 아래로 가속할 경우 체중계는 사람의 일반 바닥에서의 몸무게와 다르게 측정할 것이다. 체중계는 수직항력을 측정하는 것이지 중력의 크기를 측정하는 것이 아니다. 물체의 상황에 대한 지식 없이 정확한 중력의 크기를 측정하는 것이 중요하다.
위 방향을 기준으로 잡을경우 뉴턴 운동 법칙에 따라 탑승자가 받는 수직항력의 크기는 다음의 식으로 나타내어 진다:
{\displaystyle M=m(g+a)}